# Two Guys and a Girl
Two Guys and a Girl (oorspronkelijk Two Guys, a Girl and a Pizza Place) is een Amerikaanse sitcom die van 1998 tot 2001 werd uitgezonden door de Amerikaanse zender ABC. In Nederland was de serie te zien op Veronica.
De serie gaat over Pete Dunville, Michael Bergen ("Berg") en Sharon Carter. Ze kennen elkaar al vanaf de kleuterklas. Pete en Berg werken in een pizzatent.

## Rolverdeling

### Hoofdrollen
- Ryan Reynolds als Michael Eugene Leslie "Berg" Bergen (1998–2001)
- Richard Ruccolo als Peter "Pete" Dunville (1998–2001)
- Traylor Howard als Sharon Carter-Donnelly (1998–2001)
- Nathan Fillion als Johnny Donnelly (1999–2001)
- Suzanne Cryer als Ashley Walker (1999–2001)
- Jillian Bach als Irene (1999–2001)
- Jennifer Westfeldt als Melissa (1998)
- Julius Carry als Bill (1998)
- David Ogden Stiers als Mr. Bauer (1998)

### Terugkerende rollen
- Giuseppe Andrews als Germ (2000–2001)
- Maury Ginsberg als Kamen (1998–1999)
- Tiffani Thiessen als Marti (2000)
- Dian Bachar als Roger (2001)